# Giorgio Madia
Giorgio Madia (ur. 29 lipca 1965 w Mediolanie) – włoski choreograf i reżyser sceniczny, realizujący opery, balety, operetki, musicale i innego rodzaju wydarzenia.

## Kariera

### Kariera sceniczna
Giorgio Madia rozpoczął swoją edukację taneczną w 1976 roku w zespole baletowym Teatru alla Scala w Mediolanie. W 1984 obronił dyplom i dostał swój pierwszy angaż w tymże Teatrze. Debiutem młodego tancerza była rola w Le mariage du ciel et de l’enfer w choreografii Rolanda Petit.
Od 1985 do 1988 Giorgio Madia był członkiem zespołu Maurice’a Bejarta Ballet du XXe siècle, a od 1987 rozpoczął karierę solisty w Béjart Ballet Lausanne w Lozannie, gdzie przeniósł się zespół. W 1988 roku Madia przeniósł się do Stanów Zjednoczonych, aby jako solista dołączyć wpierw do zespołu Pennsylvania Ballet i Milwaukee Ballet (1988–1990), następnie do San Francisco Ballet (1990–1992) i ponownie do Pennsylvania Ballet (1992–1993), gdzie zaoferowano mu pozycję pierwszego solisty (fr. premier danseur). W tym okresie Madia tańczył wiodące role z klasycznego repertuaru baletowego, jak również wiele partii solistycznych w baletach neoklasycznych i współczesnych w choreografii takich twórców jak: George Balanchine, Robert Taylor, William Forsythe, Merce Cunningham, Richard Tanner.
W latach 1988–1991 Giorgio Madia został zaangażowany przez wybitnego tancerza i choreografa Rudolf Nuriejewa do jego pożegnalnego tournée Nuriejew i przyjaciele. Podczas tournée Giorgio Madia wykonywał choreografie Jose Limona (The Moor’s Pavane) i Maurice’a Bejarta (Le Chant du Compagnon Errant) u boku samego Nuriejewa. W 1993 Giorgio Madia powrócił do Europy, by podjąć pracę we włoskim zespole baletowym Aterballetto jako pierwszy solista. Dwa lata później przeniósł się do Zurychu, gdzie kontynuował swoją karierę jako tancerz w Zurich Ballet (do 1997).

### Nauczyciel i kierownik baletu
W 1997 Giorgio Madia zakończył swoją karierę jako tancerz, by rozpocząć nowy etap, obejmując stanowiska kierownicze i pedagogiczne: pracował jako nauczyciel i baletmistrz w zespole Balletto di Toscana we Florencji (1997–1999), baletmistrz i asystent choreografa w Berlin Ballett w Komische Oper Berlin pod kierownictwem Richarda Wherlocka (2000–2001) i pierwszy baletmistrz w Basel Ballett (2001). W sezonie 2000/01 sprawował funkcję kierownika baletu i naczelnego choreografa w zespole baletowym Teatru Wielkiego w Łodzi. W latach 2003–2005 Giorgio Madia był dyrektorem baletu w Teatrze Volksoper w Wiedniu.

### Choreograf i reżyser
Podczas pracy dla wiedeńskiego Teatru Volksoper Giorgio Madia stworzył dwie pełnowymiarowe choreografie: Nudo (marzec 2004), oparty głównie na muzyce Jana Sebastiana Bacha oraz Alice (styczeń 2005) na motywach powieści Alicja w Krainie Czarów Lewisa Carrolla do muzyki Nino Roty. W 2007 Madia dokonał reinscenizacji tego dzieła w Staatsballett Berlin, tym razem pod oryginalnym tytułem. W tym okresie tworzył choreografie do operetek dla wiedeńskiego teatru Volksoper. Wielokrotnie współpracował tam z reżyserem Helmuthem Lohnerem. W 2004 Madia stworzył choreografię do wznawianej operetki Wesoła Wdówka autorstwa Lohnera, która pierwotnie została wystawiona w Operze w Zurychu w 1997.
W 2002 Giorgio Madia został mianowany naczelnym choreografem festiwalu Seefestspiele Mörbisch koło Wiednia, funkcję tę sprawował do 2012. W 2003 w ramach festiwalu wyreżyserował nową produkcję sezonu, operetkę Giuditta. Od 2005 Giorgio Madia pracuje jako choreograf- i reżyser-freelancer.
Madia realizował zlecenia w wielu teatrach europejskich, między innymi w: Staatsballett Berlin, Kammeroper Wien, Bühne Baden, State Theatre Cottbus, Operze Krakowskiej, Operze Wrocławskiej, Teatrze Wielkim w Łodzi. Ściśle współpracował z dwoma włoskimi zespołami baletowymi – Balletto di Milano i Balletto di Roma. Madia był angażowany do tworzenia choreografii na otwarcie ceremonii Opernball w Wiedniu w latach 2005, 2008, 2009 i 2010. Z kolei w latach 2006–2007 oraz 2010–2011 tworzył choreografie na uroczystość otwarcia Balu Charytatywnego Life Ball, a w latach 2006–2007, 2013 i 2015 dodatkowo reżyserował te wydarzenia. W 2015 i 2016 Giorgio Madia utworzył i wyreżyserował szczególne wydarzenie teatralne w Berlinie pod nazwą Parieté-Gala, jednoczące pełnosprawnych i niepełnosprawnych artystów.
Równocześnie z klasykami repertuaru baletowego – Śpiąca Królewna, Dziadek do orzechów, Jezioro łabędzie, Romeo i Julia, Córka źle strzeżona, Madia stworzył także pełnowymiarowe choreografie według własnej koncepcji: Nudo, Alicja w Krainie Czarów, Kopciuszek, Czarnoksiężnik z OZ, Chopin wymarzony, Pinokio, Don Juan do muzyki Christopha Willibalda Glucka, Vienna Waltz Night – w hołdzie Johannowi Straussowi, a także komedię taneczną Arlekin, nawiązującą do tradycyji włoskiej komedii dell’arte. Madia wielokrotnie reżyserował też dzieła operowe i musicalowe, a wśród nich: operę komiczną Opowieści Hoffmanna Jacques’a Offenbacha, musical Ain’t Misbehavin, dwie opery barokowe funkcjonujące jako jedno dzieło La Guirlande | Zéphyre Jeana-Philippe Rameau, operetkę Saison in Salzburg, komedię muzyczną Giuditta na festiwal Seefestspiele Mörbisch, dwie krótkie opery Le pauvre matelot | Venus in Africa, Orfeusz i Eurydyka Christopha Willibalda Glucka, Carmen Georges’a Bizeta, a także musicale: Skrzypek na dachu, Little Shop of Horrors i La Cage Aux Folles.
Śpiąca Królewna, której choreografię realizował dla Teatru Wielkiego w Łodzi w 2006 została nagrodzona polską nagrodą Nadzwyczajna Złota Maska „dla realizatorów i tancerzy” za sezon 2005/06. W następnym sezonie w tym samym teatrze Madia zrealizował swój następny balet – Kopciuszek, który zdobył złote maski w 2 kategoriach: „za najlepszy spektakl sezonu” – dla Giorgio Madia – oraz „za najlepsze dekoracje i kostiumy” – dla Cordelii Matthes. Kopciuszek był wystawiany także na deskach Opery Krakowskiej w 2010, a w 2011 choreografię tę wykonywał zespół Balletto di Milano.
Pierwsza opera wyreżyserowana przez Madię – Opowieści Hoffmanna w Teatrze Wielkim w Łodzi w sezonie 2007/08 także zdobyła Złotą Maskę w kategorii: najlepsza reżyseria.
W 2011 został uhonorowany włoską nagrodą Italia che danza jako „choreograf roku” oraz nagrodą Premio Anita Bucci za najlepszą reżyserię świateł w spektaklu Kopciuszek.

## Przegląd dzieł

### Choreografia i reżyseria
- „Giuseppe!”, Teatr Wielki w Łodzi 2001[21]
- „Nudo”, Volksoper (Wiedeń) 2004[22]
- „Alice”, Volksoper (Wiedeń) 2005[23]
- „Alicja w Krainie Czarów”, Staatsballett Berlin 2007[24]
- „Kopciuszek” (do muzyki Rossiniego), Teatr Wielki w Łodzi 2007[25]
- „Dziadek do orzechów”, Teatr Wielki w Łodzi 2008[26]
- „Jezioro Łabędzie”, Teatr Wielki w Łodzi 2009[27]
- „Kopciuszek” (do muzyki Rossiniego), Opera Krakowska 2010[17]
- „Czarnoksiężnik z Krainy Oz” (do muzyki Szostakowicza), Staatsballett Berlin 2011[28]
- „Kopciuszek” (do muzyki Rossiniego), Balletto di Milano 2011[18]
- „La dolce vita”, Teater Vanemuine (Tartu) 2014[29]
- „Piotruś Pan”, Chorwacki Teatr Narodowy (Zagrzeb) 2016[30]
- „Don Juan”, Teater Vanemuine (Tartu) 2016[31]
- „Pinokio”, Opera Bałtycka (Gdańsk) 2017[32]
- „Dangerous Liaisons” Chorwacki Teatr Narodowy (Zagrzeb) 2019[33]
- „Czarnoksiężnik z Krainy Oz”, Teatr Państwowy Koszyce 2019[34]

## Nagrody
- 2006: Nadzwyczajna Złota Maska za spektakl „Śpiąca Królewna”[16]
- 2007: Złota Maska za spektakl „Kopciuszek”[16]
- 2008: Złota Maska za spektakl „Opowieści Hoffmanna”[16]
- 2011: Premio Anita Bucchi nagroda w kategorii: Światło w spektaklu „Kopciuszek”[20]
- 2011: Italia che danza, Choreograf Roku[19]